# 35. rozdanie nagród Złotych Malin
35. rozdanie nagród Złotych Malin za rok 2014. Pełna lista nominacji została ogłoszona 14 stycznia 2015 r. Gala rozdania nagród odbyła się 21 lutego 2015, na dzień przez 87. ceremonią wręczenia Oscarów.
Najwięcej nominacji zdobyły filmy: Transformers: Wiek zagłady (7), Legenda Herkulesa (6) oraz Saving Christmas (6). Cztery nagrody, w tym dla najgorszego filmu, otrzymał Saving Christmas.
Po raz pierwszy przyznana został nagroda The Razzie Redeemer Award do której nominowane są osoby uprzednio „nagrodzone” Złotą Maliną bądź wielokrotnie do niej nominowane, a które w minionym roku „zrehabilitowały” się rolą, scenariuszem czy filmem, który zyskał uznanie krytyków.

## Nominowani

### Najgorszy film
- Saving Christmas
  - Czasy ostateczne: Pozostawieni
  - Legenda Herkulesa
  - Wojownicze żółwie ninja
  - Transformers: Wiek zagłady

### Najgorszy aktor
- Kirk Cameron – Saving Christmas
  - Nicolas Cage – Czasy ostateczne: Pozostawieni
  - Kellan Lutz – Legenda Herkulesa
  - Seth MacFarlane – Milion sposobów jak zginąć na Zachodzie
  - Adam Sandler – Rodzinne rewolucje

### Najgorsza aktorka
- Cameron Diaz – Inna kobieta, Sekstaśma
  - Melissa McCarthy – Tammy
  - Kellan Lutz – Legenda Herkulesa
  - Charlize Theron – Milion sposobów jak zginąć na Zachodzie
  - Gaia Weiss – Rodzinne rewolucje

### Najgorszy aktor drugoplanowy
- Kelsey Grammer – Niezniszczalni 3, Czarnoksiężnik z Oz: Powrót Dorotki (dubbing), Myśl jak facet, Transformers: Wiek zagłady
  - Mel Gibson – Niezniszczalni 3
  - Shaquille O’Neal – Rodzinne rewolucje
  - Arnold Schwarzenegger – Niezniszczalni 3
  - Kiefer Sutherland – Pompeje

### Najgorsza aktorka drugoplanowa
- Megan Fox – Wojownicze żółwie ninja
  - Cameron Diaz – Annie
  - Nicola Peltz – Transformers: Wiek zagłady
  - Bridgette Cameron Ridenour – Saving Christmas
  - Susan Sarandon – Tammy

### Najgorszy reżyser
- Michael Bay – Transformers: Wiek zagłady
  - Darren Doane – Saving Christmas
  - Renny Harlin – Legenda Herkulesa
  - Jonathan Liebesman – Wojownicze żółwie ninja
  - Seth MacFarlane – Milion sposobów jak zginąć na Zachodzie

### Najgorszy ekranowa ekipa
- Kirk Cameron i jego ego – Saving Christmas
  - Dwa dowolne roboty, dwaj dowolni aktorzy (lub robotyczni aktorzy) – Transformers: Wiek zagłady
  - Cameron Diaz i Jason Segel – Sekstaśma
  - Kellan Lutz i jego mięśnie, klata piersiowa lub pośladki – Legenda Herkulesa
  - Seth MacFarlane i Charlize Theron – Milion sposobów jak zginąć na Zachodzie

### Najgorszy scenariusz
- Saving Christmas – Darren Doane i Cheston Hervey
  - Czasy ostateczne: Pozostawieni – Paul LaLonde i John Patus, na podstawie powieści Jerry’ego B. Jenkinsa
  - Sekstaśma – Kate Angelo, Jason Segel i Nicholas Stoller
  - Wojownicze żółwie ninja – Josh Appelbaum, André Nemec i Evan Daugherty,
  - Transformers: Wiek zagłady – Ehren Kruger

### Najgorszy prequel, sequel, remake lub plagiat
- Annie
  - Atlas zbuntowany. Część III: Kim jest John Galt?
  - Legenda Herkulesa
  - Wojownicze żółwie ninja
  - Transformers: Wiek zagłady

### Odkupienie za Złotą Malinę (The Razzie Redeemer Award)
- Ben Affleck (zdobywca Złotej Maliny za Gigli, obecnie zdobywca Oscara za Operację Argo, doceniony za rolę w Zaginionej dziewczynie)
  - Jennifer Aniston (czterokrotnie nominowane do Złotej Maliny, obecnie nominowana do Nagrody Gildii Aktorów Ekranowych za rolę w Cake)
  - Mike Myers (zdobywca Złotej Maliny za Guru miłości, obecnie reżyser dokumentu Supermensch: The Legend of Shep Gordon)
  - Keanu Reeves (sześciokrotnie nominowany do Złotej Maliny, obecnie doceniany za rolę w Johnie Wicku)
  - Kristen Stewart (zdobywczyni Złotej Maliny za rolę w Przed świtem: Część 2, obecnie grająca w arthouse’owym hicie Camp X-Ray)